# Ignatas Konovalovas
Ignatas Konovalovas (født 8. december 1985) er en litauisk forhenværende professionel cykelrytter, som senest kørte for Groupama-FDJ.